# ام‌تی‌وی (کانال تلویزیون اروپایی)
ام‌تی‌وی (که گاهی اوقات ام‌تی‌وی اروپا نامیده می‌شود) یک شبکه تلویزیونی پولی راه اندازی در ۱ اوت ۱۹۸۷ است. در ابتدا، این کانال به تمام مناطق داخل اروپا خدمت می‌کرد که یکی از معدود کانال‌هایی است که کل قاره اروپا را هدف قرار داده‌است. امروزه این کانال فقط به منتخبی از کشورهای اروپایی خدمات می‌کند زیرا ویاکوم‌سی‌بی‌اس نتوورکز از سال ۱۹۹۷ شبکه خود را منطقه بندی کرد.
ام‌تی‌وی تحت عنوان توافق‌نامه همکاری بین ویاکوم، گروه بی‌تی و رابرت مکسول به عنوان ام‌تی‌وی اروپا آغاز شد و این توافق تا سال ۱۹۹۱ ادامه یافت تا ویاکوم مالکیت کامل را بدست آورد. ام‌تی‌وی به‌طور کامل توسط شبکه های رسانه ای بین‌المللی وایوکم سی‌بی‌اس اروپا متعلق و اداره می‌شود.
از زمان آغاز به کار، ام‌تی‌وی انقلابی در صنعت موسیقی ایجاد کرد. شعارهایی مانند «من ام‌تی‌وی خود را می‌خواهم!» جاسازی شده در مفهوم وی‌جی رواج یافت، ایده خروجی اختصاصی مبتنی بر ویدئو برای موسیقی معرفی شد، و هر دو هنرمند و طرفداران یک مکان اصلی برای رویدادهای موسیقی، اخبار و تبلیغات پیدا کردند. همچنین ام‌تی‌وی بارها در فرهنگ عامه توسط موسیقی دانان، سایر کانال‌های تلویزیونی و نمایش‌ها، فیلم‌ها و کتاب‌ها مورد مراجعه قرار گرفته‌است.

## نشان‌واره‌ها

آرم اصلی ام‌تی‌وی (۱۹۸۷-۲۰۱۱)
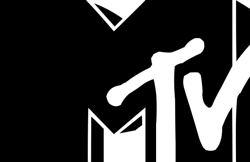
آرم به روز شده‌ام‌تی‌وی (۲۰۱۱–اکنون)